# Paul Kaiser (Schauspieler)
Paul Kaiser (* 26. Oktober 1964 in Stans) ist ein Schweizer Schauspieler.

## Leben
Neben acht weiteren Geschwistern wuchs Paul Kaiser auf einem Bauernhof im Schweizer Kanton Nidwalden auf. Er machte eine Ausbildung zum Diplom-Schriftsetzer und absolvierte von 1986 bis 1990 ein Schauspielstudium an der Hochschule der Künste in Bern.
Nach diversen Theater-Engagements in Österreich und Deutschland beschloss Kaiser ab dem Jahr 2012 frei zu arbeiten. Seitdem ist er häufig für Film und Fernsehen tätig.

## Rollen (Auswahl)

### Theater
- 2017–2020: Wie im Himmel (Metropoltheater München; Regie: Dominik Wilgenbus)
- 2019: Die Päpstin (Luisenburg-Festspiele, Wunsiedel; Regie: Birgit Simmler)
- 2019: Shakespeare in Love  (Luisenburg-Festspiele, Wunsiedel; Regie: Philipp Moschitz)
- 2025: Die drei Musketiere (Luisenburg-Festspiele, Wunsiedel: Regie:  Catharina Fillers)

### Filmografie

#### Kino
- 2007: Bademeister Paul (Kurzspielfilm, Regie: Jakob Lass)[5]
- 2009: Der Kleiderständer (Regie: Rolf Stemmle)[6]
- 2009: Der böse Onkel (Regie: Urs Odermatt)[7]

#### Fernsehen
- 2016: Tatort: Kleine Prinzen
- 2016: Polizeiruf 110: Und vergib uns unsere Schuld
- 2017: Die Bergretter (Folge 53: Ohne Aussicht)
- 2018: Lena Lorenz (Folge 11: Babyglück hoch drei)
- 2019: Gipfelstürmer – Das Berginternat (Folge 1: Die Neue)
- 2021: Neumatt (Folge 1: Nachfolge)
- 2021: Hubert ohne Staller (Folge 149: Tod dem König)

### Sprecher
- 2006: Verfluchte Versuchung (Hörbuch)

## Auszeichnungen (Auswahl)
- 2002: Nominierung zum besten Nachwuchsschauspieler für die Hauptrolle in der Uraufführung Trutz in NRW
- 2002: Theaterpreis Rheinischer Oskar für die Hauptrolle in der Uraufführung Trutz
- 2005: Theaterpreis Rheinischer Oskar für die Rolle des Adolf Eichmann in Bruder Eichmann
- 2013: Preis für die Beste Inszenierung bei den Bayerischen Privattheatertagen für Schuld und Schein
- 2015: Publikumspreis bei den Bayerischen Theatertagen für Schuld und Schein